# Terbutryn
Terbutryn ist eine chemische Verbindung mit einem 1,3,5-Triazin-Ring als Grundstruktur. Es wird als Herbizid eingesetzt.

## Verwendung
Terbutryn kommt als Algizid in z. B. Dispersionsfarben zum Einsatz. Es wird ein langsames aber stetiges Auswaschen und somit der Eintrag in Boden sowie Oberflächen- und Grundwasser befürchtet.

## Zulassung
In den EU-Staaten einschließlich Deutschland und Österreich sowie in der Schweiz sind keine Pflanzenschutzmittel mit diesem Wirkstoff zugelassen.

## Toxikologie
Terbutryn wird nach oraler Gabe rasch absorbiert. In den ersten 24 Stunden werden 73–85 % wieder ausgeschieden, vor allem faecal. Während der Passage wird Terbutryn vollständig metabolisiert, vor allem durch S-Demethylierung, Hydrolyse der SCH3-Gruppe, oxidative Dealkylierung der Aminogruppe und Oxidation der Alkylgruppen zu Alkoholen und Säuren, die ausschließlich mit Glucuronsäuren konjugieren. Langzeitwirkung durch Speicherung in Fettgewebe und Gehirn – je nach Gentypus und Zusatzgiften. Terbutryn gilt als Nervengift. Die Symptome reichen von Durchfall über Atembeschwerden bis zu Störungen des ZNS.

## Ökotoxikologie
Terbutryn hat aus ökotoxikologischer Perspektive negativen Einfluss auf aquatischen Organismen. Der Median der EC50 (96 Std.) für Algen liegt bei 0,0029 mg/l. In der Schweiz wurde der Grenzwert für die zugelassene Konzentration in Oberflächengewässern im Jahresmitte mit 0,065 µg/l festgelegt. Der PNEC wird mit Werten zwischen 0,003 und 0,034 µg/l angegeben, was deutlich unter dem Schweizer Grenzwert liegt.
Die EU-Kommission schlug vor, Terbutryn auf die Liste der bisher 33 Schadstoffe zu setzen, die in den EU-Oberflächengewässern überwacht und kontrolliert werden müssen. Diese überarbeitete Liste ist zudem Teil einer Richtlinie zur Änderung der Wasserrahmenrichtlinie und der Richtlinie über Umweltqualitätsnormen.